# Pechkranz

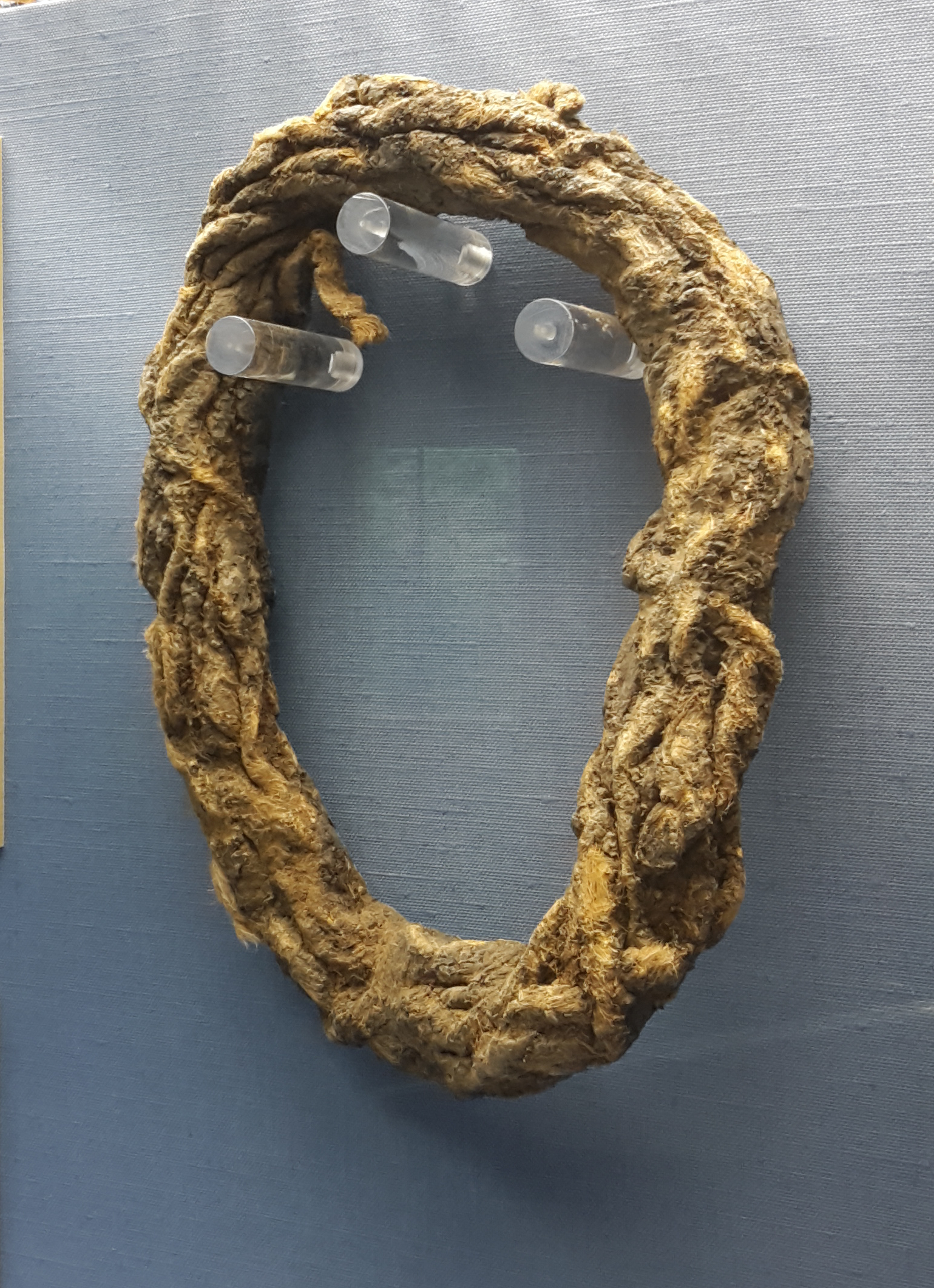
Pechkranz (Seilkranz) aus dem 16./17. Jh. (Veste Coburg)

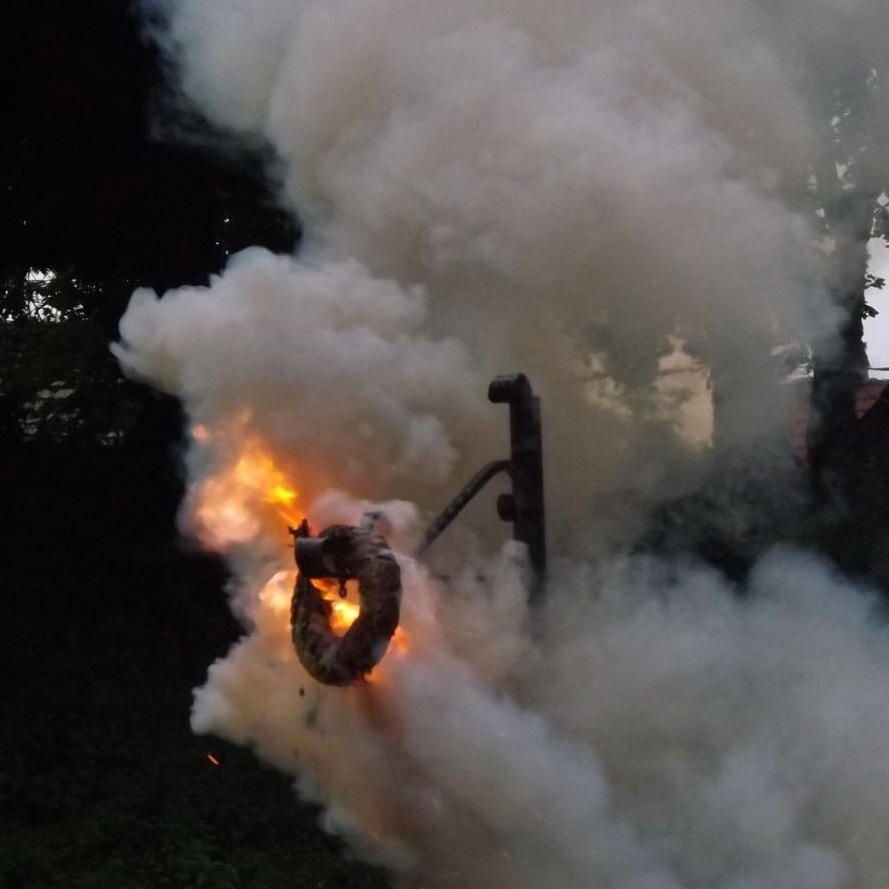
Brennender Pechkranz (experimenteller Nachbau) bei einer Museumsveranstaltung, Emden 2016

Ein Pechkranz war ein Brandsatz, der im mittelalterlichen und neuzeitlichen Kriegswesen eingesetzt wurde. Bei Belagerungen setzte man mit diesen ebenso billigen wie effektiven Kampfmitteln Dächer, Vorratslager, Pulverkammern und andere leicht entzündliche Objekte in Flammen.

## Aufbau

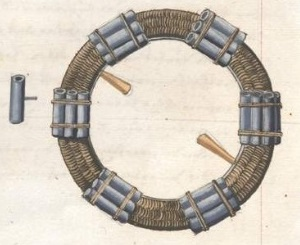
Sturmkranz mit aufgebundenen Schlägen und zwei hölzernen Zündröhren auf einer historischen Abbildung

Größere Pechkränze bestanden meist aus einem hölzernen Kern um den mehrere Schichten mit Pech getränkter Schnüre oder zuvor in Salpeter gekochte Stoffstreifen gewickelt wurden. Es sind auch Originale erhalten, deren Kern aus gedrehten Weidenruten oder zusammengebundenem Stroh besteht. Die Durchmesser erhaltener Objekte variieren zwischen 40 und 50 Zentimetern. Das Durchschnittsgewicht betrug ca. 2,5 Kilogramm. Kleinere Brandsätze bestanden nur aus verflochtenen Schnüren und wogen etwa 500 Gramm.
Originale Exemplare sind nur selten in Waffenkammern und Zeughäusern Europas erhalten und werden auch nur selten in der Fachliteratur behandelt. Die Kunstsammlungen der Veste Coburg besitzen mehrere Originalstücke aus dem 16./17. Jahrhundert aus dem ehemaligen Coburger Zeughaus und der und aus Beständen der Stadt Rothenburg ob der Tauber. Die Verwendung von Pechkränzen durch die Verteidiger der fränkisch-thüringischen Großburg ist für die Jahre 1634 und 1635 überliefert, als die Veste durch kaiserliche Truppen belagert wurde.

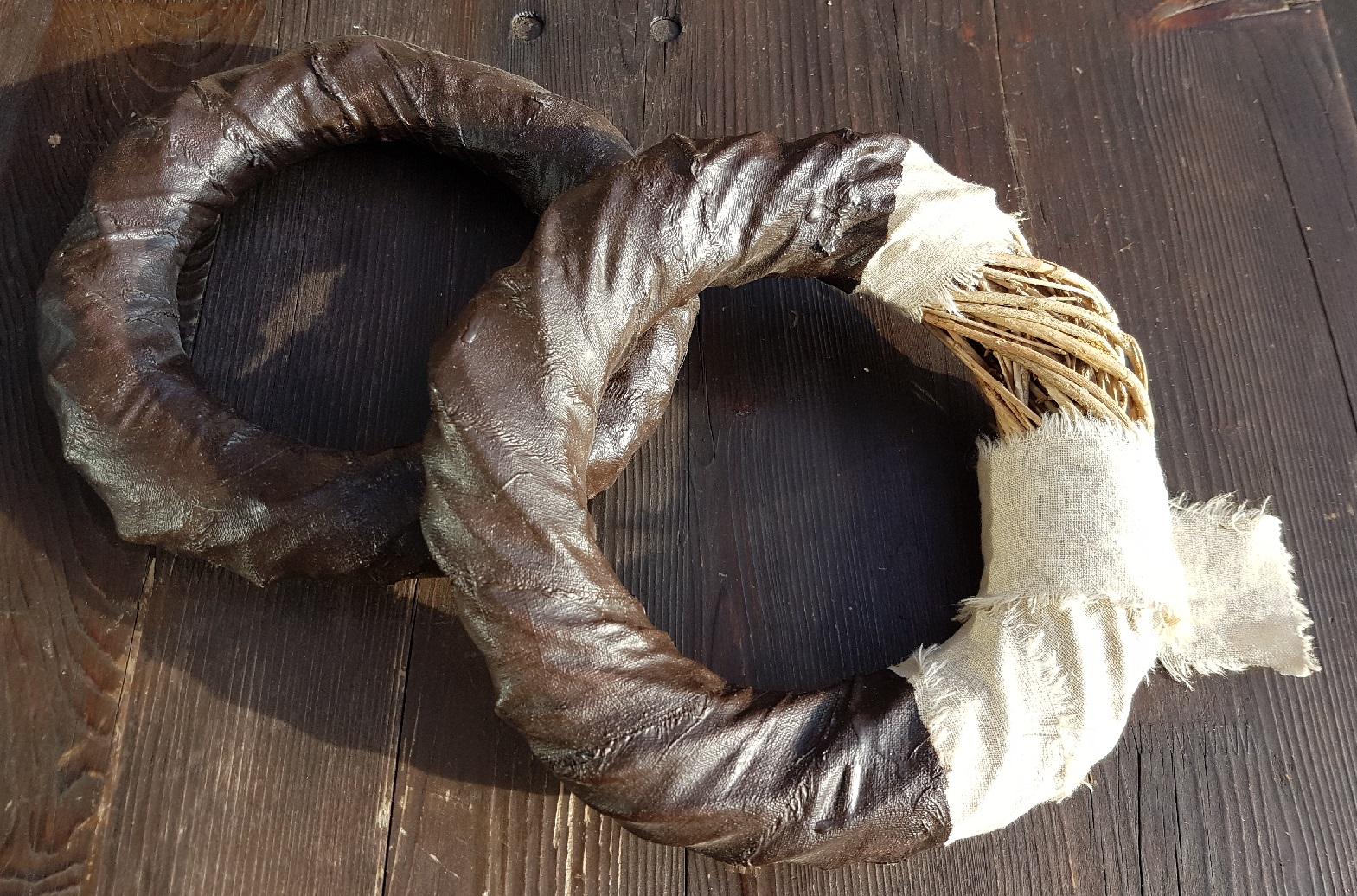
Rekonstruierte Pechkränze mit Kern aus Weidenruten
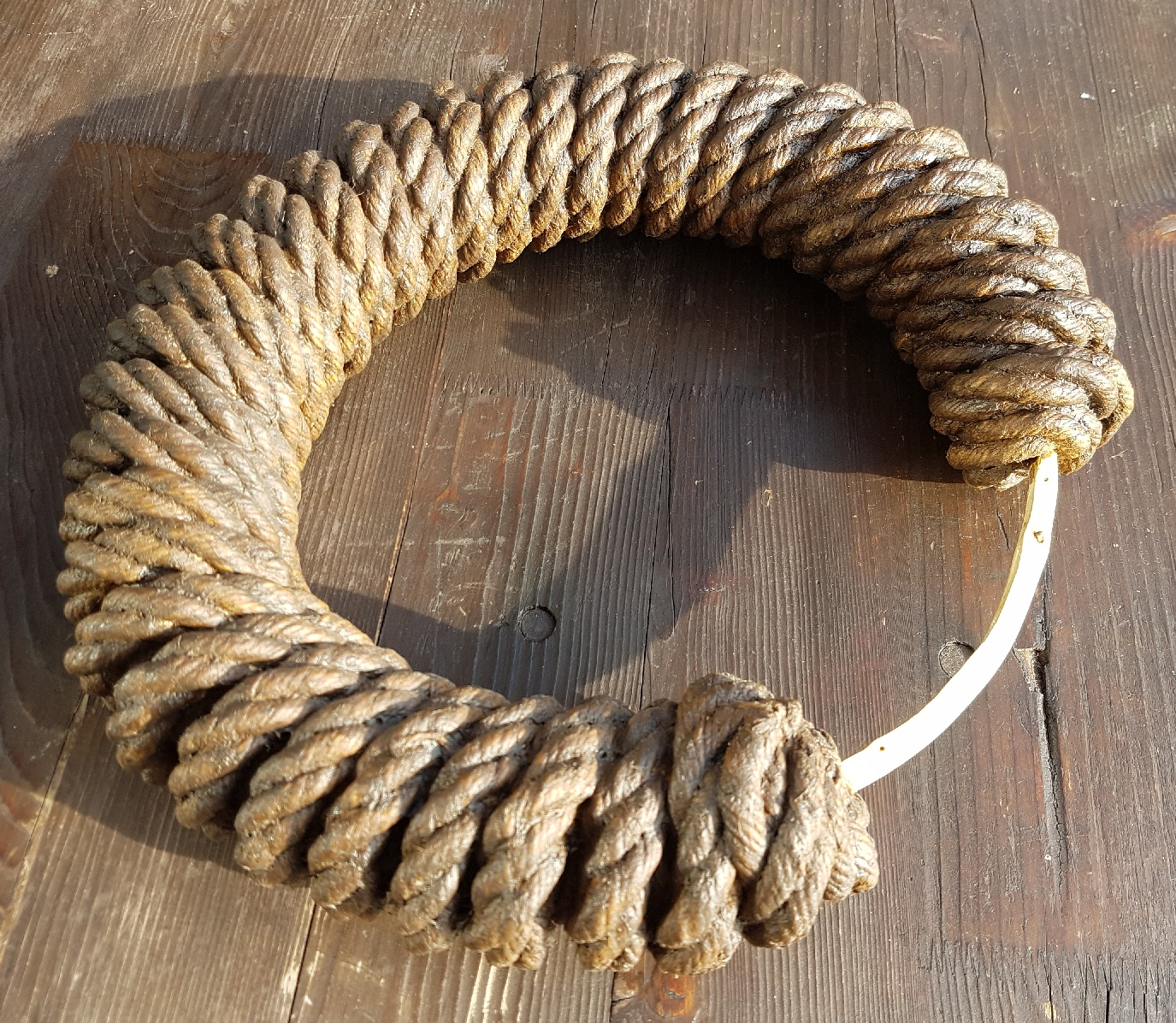
Rekonstruierter Pechkranz mit Kern aus gespaltener Haselnussrute und doppelter Wicklung aus 25 mm starken Hanftau

## Zweckbestimmung
Neben ihrer eigentlichen Funktion als Brandsätze verwendete man Pechkränze auch, um Verwirrung in den Reihen des Gegners zu stiften. Ins Innere einer belagerten Burg oder Festung geschleuderte Pechkränze zwangen den Gegner zu Löscharbeiten und konnten Panik unter den Eingeschlossenen auslösen. Pechkränze konnten leicht in die Schartenöffnungen von Wehrtürmen und Bastionen geworfen werden. Die starke Rauchentwicklung zwang die Verteidiger rasch zur Aufgabe. Jedoch verwendeten auch die Angegriffenen solche Brandsätze zur Verteidigung. Man konnte so Belagerungsmaschinen außer Gefecht setzen oder die Reihen der Angreifer sprengen. Des Weiteren konnten sie auch, in eine Feuerschale geworfen, als Beleuchtungsmittel genutzt werden.

## Sturmkränze

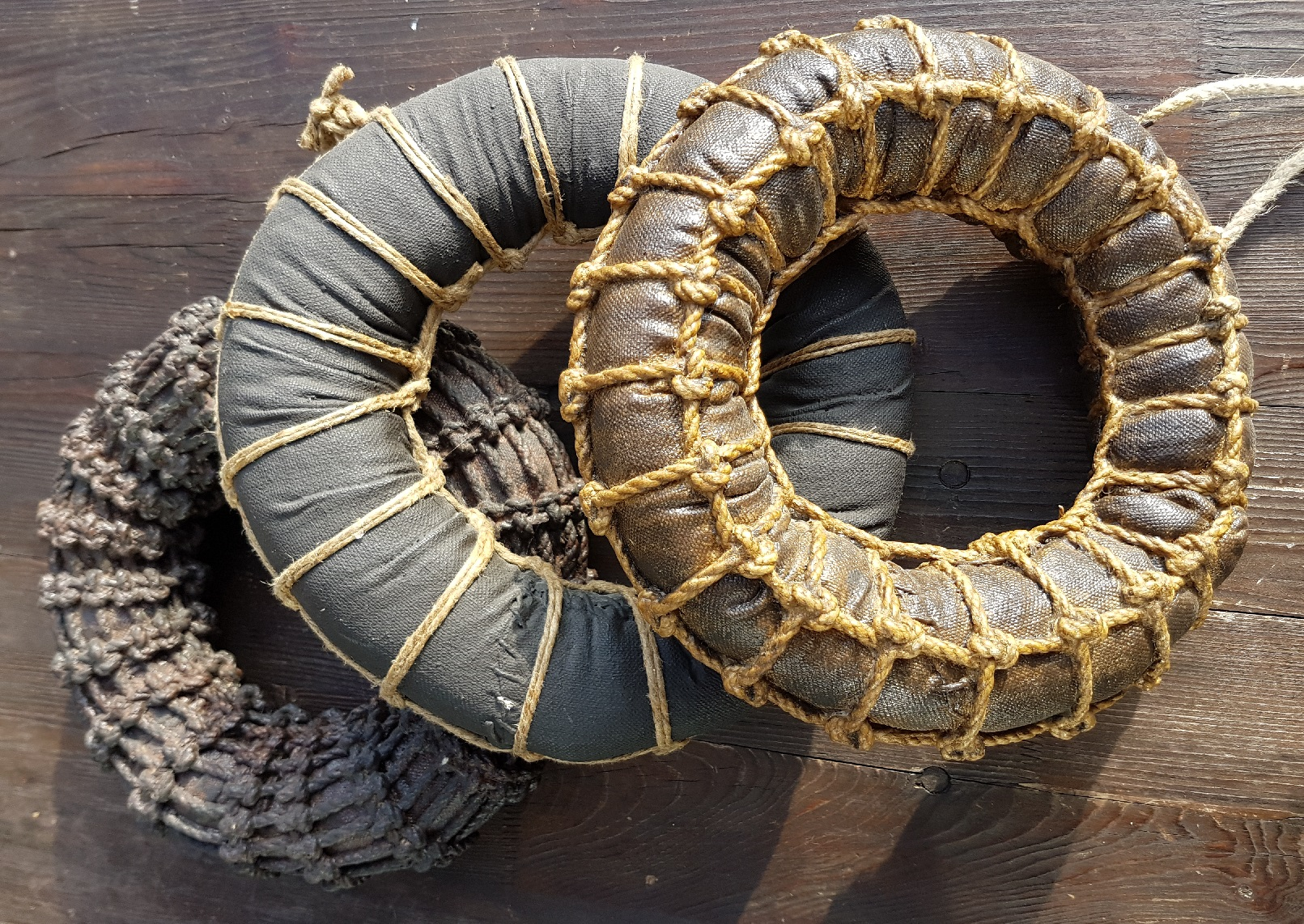
Rekonstruktionen dreier Sturmkränze unterschiedlicher Bauart

Ein weiteres, in seiner Form dem Pechkranz artverwandtes Kampfmittel, war der sogenannte Sturmkranz. Dieser besaß zwar ebenfalls die charakteristische Ringform des Pechkranzes, unterschied sich jedoch gänzlich sowohl in seinem inneren Aufbau als auch in der Wirkungsweise/Abbrandverhalten. Durch den im Vergleich zum Pechkranz sehr heftigen und aggressiven Abbrand des Sturmkranzes sollten nicht einfach nur Gegenstände in Brand gesetzt werden, sondern auch der Gegner wirkungsvoll in Deckung oder gar zum Rückzug gezwungen werden.
Der Sturmkranz bestand im Wesentlichen aus einem Brandmittelsack (meist ein in Schlauchform genähter Leinensack) in den eine schnell und sehr aggressiv abbrennende Mischung aus unterschiedlichen Stoffen (meist auf Salpeterbasis) eingefüllt, dabei stark verdichtet, zu einem Ring gebogen und anschließend in dieser Form vernäht wurde. Dieser Brandmittelsack erhielt zur besseren Stabilität danach noch eine Umflechtung aus dünnen Schnüren oder Seilen. Je nach Herkunft in unterschiedlicher Knüpftechnik (ähnlich den Feuer- oder Brandballen). Auch eine Stabilisierung mittels eines felgenartigen Eisenreifes sind überliefert. Solche Sturmkränze konnten zur Wiederaufnahmesicherung und um etwaige Löschversuche zu erschweren zusätzlich mit kleinen Selbstschusselementen (sogenannten "Mordschlägen") bestückt werden, die mit Pulver und Kugeln geladen waren. Diese wurden, je nach Verfügbarkeit in unterschiedlicher Anzahl, in den fertigen Sturmkranz eingeschlagen und lösten beim Abbrand desselben völlig unvorhersehbar aus. Auf diese Weise wurden Annäherungsversuche des Gegners wirkungsvoll unterbunden. Ebenso konnten zusätzlich Fußangeln (sogen. "Krähenfüße") derart mit in die Kränze eingearbeitet werden, dass ihre Stacheln nach außen überstanden und so ein Verrutschen auf schrägen Flächen verhinderten oder gar ein Anhaften an senkrechten Flächen ermöglichten.

## Rezeption
Nach der Vita St. Magni soll der heilige Magnus von Füssen, der Apostel des Allgäus, im 8. Jahrhundert den Drachen von Roßhaupten besiegt haben, indem er dem Untier einen Pechkranz in den Schlund warf, worauf es zerbarst.